# Kapela Gospojica u Starom Gradu
Kapelicu posvećenu sv. Gospi, tzv. Gospojicu, u polju nedaleko od Starog Grada, sagradio je u 16. st. vlastelin Petar Dujmičić. U kapelici je slika sv. Marije s ranjenim Isusom, a na oltaru je natpis "Divice pribolesniva, moli za nas" i godina 1891.
Triptih je djelo Francesca de Santacroce iz 16. stoljeća.

## Vanjske poveznice
|  | Zajednički poslužitelj ima još gradiva o temi Kapela Gospojica u Starom Gradu |